# 草津節

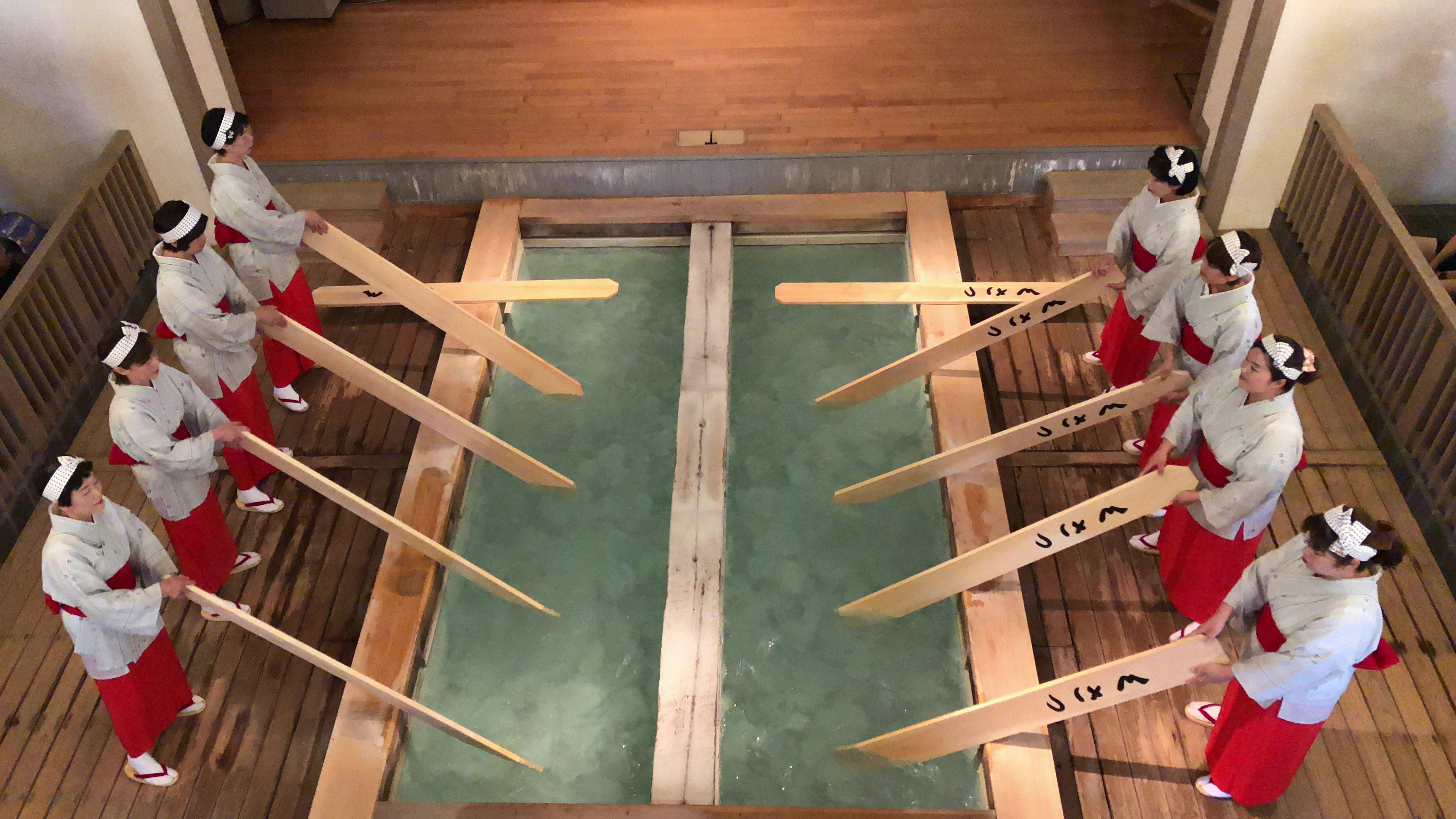
草津温泉の湯もみ

「草津節」（くさつぶし）は群馬県吾妻郡草津町、特には草津温泉に伝わる民謡。単に「湯もみ唄」と呼ばれる場合がある。草津温泉ではこの唄とは別に「草津湯もみ唄」（くさつゆもみうた）が伝わるが、この草津湯もみ唄もまた「草津節」と呼ばれる場合がある。本項では「草津湯もみ唄」もあわせて解説する。

## 解説
草津温泉では江戸時代より湯治が盛んであり、「時間湯」と呼ばれる温泉の湯に決められた時間浸かる入浴法が伝えられている。今日も行われているこの時間湯の手順の中に、お湯の温度を下げるために六尺板で高温の湯をかき混ぜる「湯もみ」がある。「草津節」はこの湯もみ中に唄われる。このため現地ではこの草津節を指して単に「湯もみ唄」とも呼ばれる。
これとは別に「草津湯もみ唄」と呼ばれる民謡がある。これが草津近郷では逆に「草津節」と称される場合がある。原唄は、西方から伝わった船唄が商船学校の学生歌として変化したものが草津に伝わったとも、学生歌がダンチョネ節に変化したのちに草津に伝わったともされる。
草津湯もみ唄は唄い出しの「草津恋しやヨーオホホーオイ」から「草津ヨホホイ節」「ヨホホイ節」と、前述の草津節はその囃子言葉から「チョイナ節」と呼び分けられる場合もある。草津温泉ではこの2曲と新民謡の「草津小唄」が「湯もみ唄」として伝えられている。

## 草津節
詞形は七七七五で、定かではないにせよ平井晩村によるものと伝えられる。曲調はおそらくは茨城県鹿島灘近辺に伝わる「玄高（げんたか）節」が元となっているが、埼玉県に伝わる「機織唄」からとの説もある。また、囃子言葉の「チョイナ チョイナ」は湯治客向けの飴売りの掛け声からと言われる。
成立は恐らくは1918年（大正7年）より後で、関東大震災の頃から昭和初期にかけ大流行し、座敷歌のひとつとしても唄われるようになった。今日では群馬県を代表する民謡の一つであり、草津町を通る国道292号線には「草津節」が奏でられるメロディーラインが設置されている。また地元のプロサッカークラブである、ザスパクサツ群馬の応援歌としても使用されている。

## 草津湯もみ唄
都節音階で詞形は七七七五。発生は1918年から1919年（大正7年から8年）頃で、東京高等商船学校で歌われた学生歌かあるいは「ダンチョネ節」が銚子方面から訪れた湯治客によって伝えられたのちに、草津でくずれされ変化したものである。